# Ommatius perangustimus
Ommatius perangustimus là một loài ruồi trong họ Asilidae. Ommatius perangustimus được Scarbrough miêu tả năm 1990. Loài này phân bố ở vùng Tân nhiệt đới.